# Nikki và Paulo
Nikki Fernandez và Paulo /ˈpaʊloʊ/ là hai nhân vật hư cấu trong bộ phim truyền hình chính kịch của ABC Lost. Bộ phim nói về cuộc sống của hơn bốn mươi người sau khi chuyến bay của họ đâm xuống một hòn đảo hẻo lánh ở Nam Thái Bình Dương. Diễn viên người Mỹ Kiele Sanchez và diễn viên người Brasil Rodrigo Santoro thủ vai Nikki và Paulo, hai trong số những người sống sót sau khi Chuyến bay 815 của Oceanic Airlines bị rơi.
Cặp đôi này được giới thiệu ở đầu mùa ba. Nhà sản xuất của bộ phim thường được hỏi rằng những người sống sót vụ tai nạn khác làm gì khi chương trình chỉ tập trung vào khoảng 15 nhân vật, nên Nikki và Paulo được tạo nên như là câu trả lời. Phản ứng đối với hai nhân vật này thường là tiêu cực. Giám đốc sản xuất của Lost Damon Lindelof cũng nhận thấy rằng cặp đôi này "thường bị khán giả coi thường". Vì vậy, cả hai sau đó bị giết ngay trong mùa chiếu đó. Cả Nikki và Paulo đều bị chôn sống khi Hurley và Sawyer tưởng họ đã chết.

## Xuất hiện
Có gốc Brasil, Paulo là một kẻ trộm làm việc với bạn gái người Mỹ Nikki, một diễn viên. Paulo làm đầu bếp riêng cho một giám đốc sản xuất chương trình truyền hình giàu có ở Sydney. Nikki là khách mời trong chương trình truyền hình của chủ Paulo và quyến rũ anh, dù điều này làm Paulo không thoải mái. Paulo hạ sát chủ mình bằng cách làm cho ông ta bị ngộ độc thực phẩm, giúp Nikki cướp một túi kim cương trị giá hơn 8 triệu $. Ba ngày sau, 22 tháng 9 năm 2004, Nikki và Paulo lên Chuyến bay 815 của Oceanic Airlines để bay về nhà của Nikki ở Los Angeles.
Họ đánh mất túi kim cương khi máy bay rơi và giành phần lớn thời gian trên đảo để tìm chúng. Paulo nghi ngờ rằng túi kim cương là thứ duy nhất tạo nên mối quan hệ của họ, vì vậy anh không thông báo cho Nikki khi anh tìm thấy chúng vào ngày thứ 33 sau vụ tai nạn. Một ngày, khi đang tìm kiếm trong rừng, họ tìm thấy một Trạm nghiên cứu của DHARMA (Trạm Pearl), một trạm nghiên cứu khoa học xây từ những năm đầu thập niên 1980. Nikki không có hứng thú với trạm nghiên cứu này, nhưng sau đó Paulo quay lại đây vào ngày thứ 49 trên đảo để giấu kim cương vào nhà vệ sinh. Khi đang ở trong nhà vệ sinh, Paulo nghe lỏm được hai người bí ẩn, nguy hiểm là bản xứ trên đảo còn được biết tới là Others nói về việc đã bắt được vài người trong nhóm những người sống sót cùng Paulo; tuy nhiên, anh giữ thông tin này cho riêng mình.
Vào ngày thứ 72 trên đảo, Nikki và Paulo cùng với Locke quay lại Trạm Pearl, trong nỗ lực để liên lạc với những người phe Others. Paulo trở lại nhà vệ sinh để lấy kim cương, sau đó anh giữ chúng trong quần lót. Khi họ rời khỏi trạm nghiên cứu, họ chứng kiến cái chết của Mr. Eko và chôn anh không xa Trạm Pearl. 81 ngày sau vụ tai nạn, Nikki biết được chuyện Paulo giấu cô. Trong cơn giận, cô ném một con nhện độc vào người anh làm Paulo bị hoang tưởng trong 8 tiếng đồng hồ. Khi đang bắt đầu bước vào trạng thái hoang tưởng, Paulo thừa nhận rằng anh giấu cô kim cương vì cô sẽ bỏ anh sau khi có được chúng. Trong khi Nikki hoảng hốt, cái chết của con nhện độc đã thu hút thêm nhiều con nhện khác và một trong số đó đã cắn Nikki, và cô bị hoang tưởng tạm thời. Cặp đôi bị lầm tưởng là đã chết khi được những người sống sót khác tìm thấy. Sau đó, Nikki và Paulo bị chôn sống bởi James "Sawyer" Ford và Hugo "Hurley" Reyes sau khi tung kim cương xuống mộ của họ khi hai người sống sót tin rằng chúng không có giá trị gì ở trên đảo. Lâu sau đó, Miles Straume − một nhà ngoại cảm người có thể đọc ý nghĩ của người vào thời điểm mà họ chết − nói rằng anh biết về số kim cương.

## Tính cách
Paulo được tạo ra để trở nên khó ưa, với hi vọng rằng anh có thể chuộc lỗi khi quá khứ của anh được tiết lộ trong tập cuối anh xuất hiện. Paulo thường cảm thấy tức giận và khó hòa nhập với nhiều hành động mang tính chất yêng hùng của nhiều người sống sót khác, giành phần lớn thời gian của anh chơi golf. Anh phàn nàn với Nikki về việc cảm thấy không được chấp nhận và khó hòa nhập; tuy vậy, anh gần như không giúp bất cứ việc nào và không cố gắng để cải thiện hình ảnh bản thân trong mắt những người sống sót khác. Kể cả khi có cơ hội tham gia các cuộc thám hiểm, ví dụ như, khi Hurley tìm thấy một chiếc xe, Paulo lại không có hứng thú và khuyên Nikki không tham gia cùng Hurley trong cuộc hành trình. Nikki thì lại cố gắng tham gia, chữa lành vết thương cho Mr. Eko và tình nguyện đi với Locke tới trạm Pearl, và làm Paulo rất ngạc nhiên. Paulo đồng hành cùng cô, và liên tục có những hành vi mỉa mai châm biếm khi ở trạm Pearl.
Nikki là người thao túng Paulo và có vẻ quan tâm đến túi kim cương hơn là mối quan hệ của họ. Sau khi máy bay rơi, Paulo nghi ngờ rằng Nikki lợi dụng anh để tìm kim cương. Điều đầu tiên cô hỏi anh là số kim cương mà hai người cướp được ở đâu, và lảng tránh khi Paulo hỏi cô việc liệu cô có tiếp tục ở bên anh nếu cô không cần anh giúp tìm kim cương nữa. Paulo làm mọi thứ mà Nikki bảo anh làm vì nỗi sợ mất cô, kết quả là cái chết của họ.

## Tạo thành
Vào cuối mùa một, người viết kịch bản nảy ra ý tưởng về những nhân vật phụ được tạo ra và có những hồi tưởng về quá khứ giúp trả lời câu hỏi, "Điều quái gì đang xảy ra với 35 người khác khi mà họ chẳng bị sao cả?" Nhân vật phụ đầu tiên được tạo ra là Leslie Arzt, người chỉ xuất hiện trong vài tập. Lúc đầu nhiều người nghĩ rằng một phụ nữ, diễn viên đã xuất hiện trong tập "Exposé", sẽ được trở thành nhân vật chính, nhưng sau đó cả bạn trai cô cũng trở thành nhân vật chính. Nikki và Paulo được tạo ra để "bám vào cốt truyện như mỏ neo". Tuy nhiên, sau đó những người viết kịch bản cho phim quyết định kể câu chuyện về họ chỉ trong một tập và nhanh chóng giết hai nhân vật, vì có nhiều lời phàn nàn của khác giả và sự giảm sút tỉ lệ người xem của mùa ba. Họ cũng bị đem ra làm trò đùa khi Sawyer không biết Nikki và Paulo là ai, gọi họ là "Nina" và "Pablo" khi hỏi "Đứa quái nào [đây]"." Sau này Lindelof nói rằng "Chúng tôi có cảm giác có thứ gì đó không ổn về Nikki và Paulo khoảng một tháng trước khi khán giả bắt đầu phản ứng. Chúng tôi đã chuẩn bị từ trước, 'Có vẻ chúng tôi đã làm không tốt với hai nhân vật này.'"
Phần giới thiệu đầu tiên của Nikki và Paulo trong chương trình đã bị cắt khỏi chương trình trong tập "Further Instructions". Trong kịch bản ban đầu họ được tìm thấy bởi Claire Littleton khi đang quan hệ tình dục trong lều của Jackowr giữa tập phim. Thay vào đó họ được giới thiệu vào cuối tập khi Locke đang phát biểu.

## Tuyển diễn viên

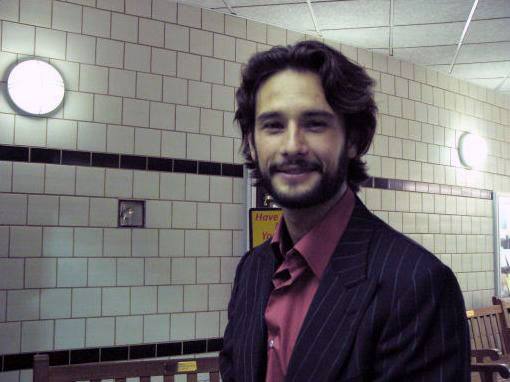
Santoro ở thành phố New York vào năm 2004

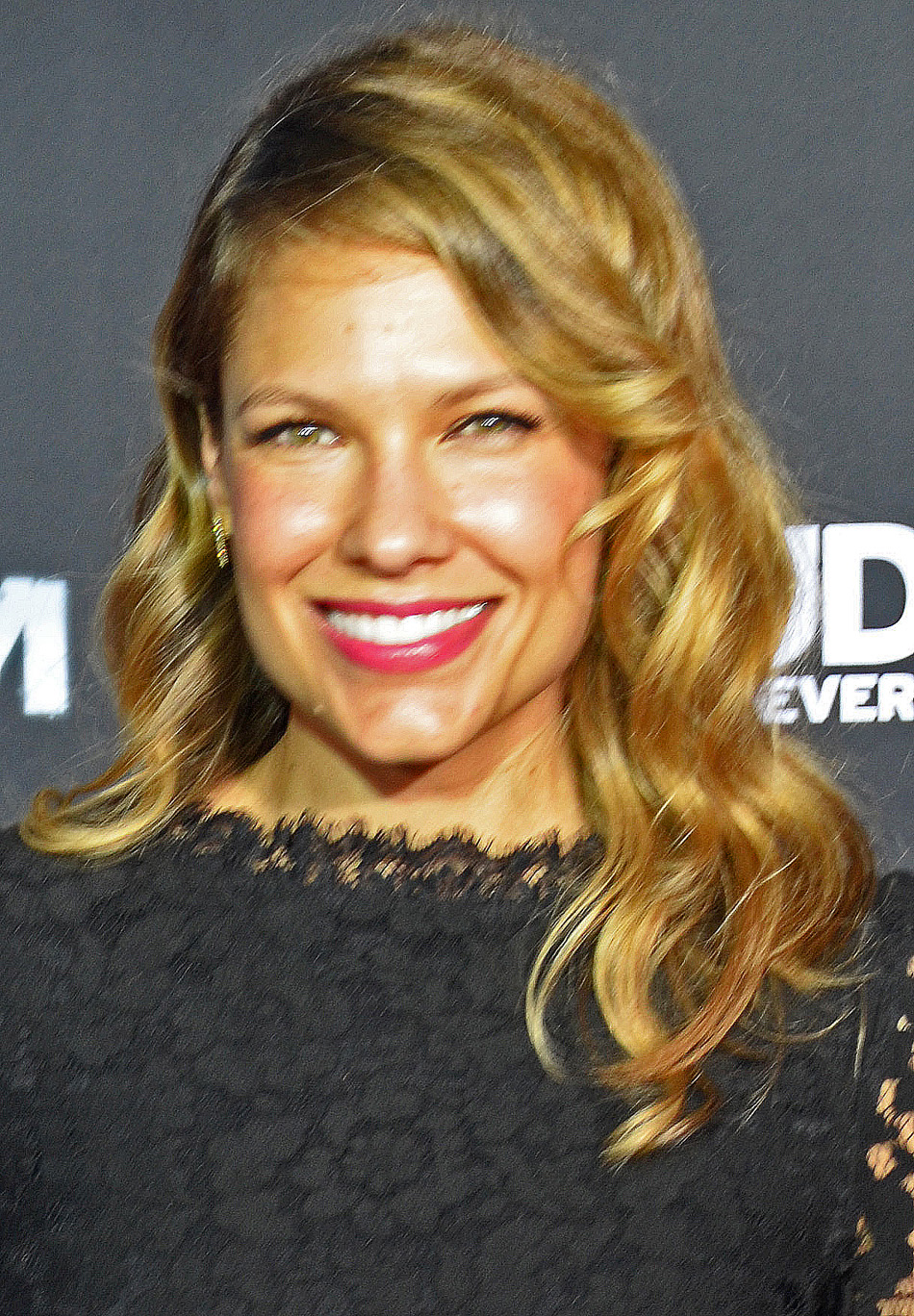
Kiele Sanchez, người thủ vai Nikki

Diễn viên gốc Pháp và Puerto Rico Kiele Michelle Sanchez thủ vai Nikki trong sáu tập của mùa thứ ba của Lost. Cô gặp nhiều khó khăn trong những cảnh quay mà nhân vật cô đóng bị chôn vì cô mắc chứng ghê sợ không gian hẹp. Rodrigo Santoro, người được gọi là "Tom Cruise của Brasil" và "Russell Crowe của Brasil", thủ vai Paulo trong Lost, đây là vai diễn lớn đầu tiên của anh trên truyền hình Mỹ. Xuất hiện trong tổng cộng bảy tập phim, Santoro được trả "từ 2634$ đến 6427$ một tuần". Lindelof gọi Santoro là một người "tài năng" và là người "hoàn hảo để diễn xuất trong Lost vì anh không phải là gương mặt quen thuộc đối với khán giả Mỹ", dù là diễn viên đã giành nhiều giải thưởng lớn tại quê nhà Brasil. Một trong những lý do mà Santoro được chọn là vì anh có ngoại hình hấp dẫn; tuy nhiên, những người phụ trách kịch bản nói rằng họ không muốn để tâm đến điều đó khi viết lời thoại cho nhân vật của anh, và anh cũng muốn vậy. Santoro nói rằng anh cảm thấy rất thoải mái khi làm việc với Sanchez mong muốn được trở lại để tiếp tục diễn xuất trong Lost.

## Tiếp nhận
Phản ứng đối với những nhân vật "xảo trá, nhưng đã chết" này tiêu cực hơn bất kỳ nhân vật khác trong Lost. Một nhà báo của Entertainment Weekly đã đặt nickname cho Paulo là "Paulo Poops-a-Lot" (Paulo tay ị nhiều), lấy dẫn chứng từ các cảnh phim trong tập "The Cost of Living" và "Enter 77". Bộ phận phụ trách mảng truyền hình của America Online chỉ trích những người viết kịch bản cho hai nhân vật. TV Guide viết rằng "too darn perfect-looking to be believable as humans" (Vẻ bên ngoài của họ hoàn hảo quá mức con người). Entertainment Weekly nêu tên họ trong "Danh sách 21 nhân vật trên truyền hình phiền phức nhất", cho rằng "không ai có thể đoán được họ có thể nhõng nhẽo và yếu đuối đến chừng nào."
Khi có tin đồn nổi lên trên internet và được nhắc tới trên quảng cáo của ABC rằng cặp đôi sẽ chết, nhiều khán giả mong rằng cái chết của họ sẽ là một vụ "giết người đôi" và vui mừng khi điều ước của họ trở thành hiện thực. Hơn ba tháng trước khi tập phim cuối của Paulo được chiếu trên truyền hình, Santoro trả lời phỏng vấn của tạp chí Rolling Stone Brasil cho biết rằng nhân vật của anh sẽ chết ở giữa mùa chiếu thứ ba. Sau khi tham gia diễn xuất trong Lost, Sanchez đã ký hợp đồng với một bộ phim khác của ABC ra mắt vào mùa thu năm 2007, Football Wives, qua đó, có thể nói rằng cô sẽ không tiếp tục diễn những vai "nữ chính độc ác".